# 3615 Usul
Pour les articles homonymes, voir Usul.
3615 Usul est une émission culturelle et humoristique sur les jeux vidéo diffusée par le site Jeuxvideo.com du 23 octobre 2011 au 19 janvier 2014, puis également sur les plateformes Youtube et Dailymotion. Créée par le vidéaste Usul, vite rejoint à l'écriture et à la présentation par Dorian Chandelier, elle est réalisée et produite par le Nesblog, un collectif de vidéastes dont ils font partie.
La chronique est un format court, 5 à 10 minutes, hebdomadaire, répartie en deux saisons. À chaque épisode elle aborde un thème en rapport avec le jeu vidéo qui est décrit, montré et analysé de manière synthétique, limpide[réf. nécessaire] et souvent critique. En complément de cette formule habituelle, plusieurs hors-séries sont produits par intermittence : Merci Dorian, Super 3615 Turbo, Sophie fait des vidéos ou encore Le tournoi des légendes, un documentaire en quatre parties narrant une compétition de Super Street Fighter II Turbo à Las Vegas.
Les émissions se composent d'une succession de sketchs, de monologues en plateau, d'images de jeux commentées, de parodies et de chansons qui font apparaitre différents personnages joués par divers intervenants. Elle est à l'origine de la création de plusieurs autres formats et ses auteurs ont continué leur activité de vidéaste après la fin de sa production, sur Jeuxvideo.com (pour Chandelier) ou en indépendant (pour Usul).

## Genèse et conception

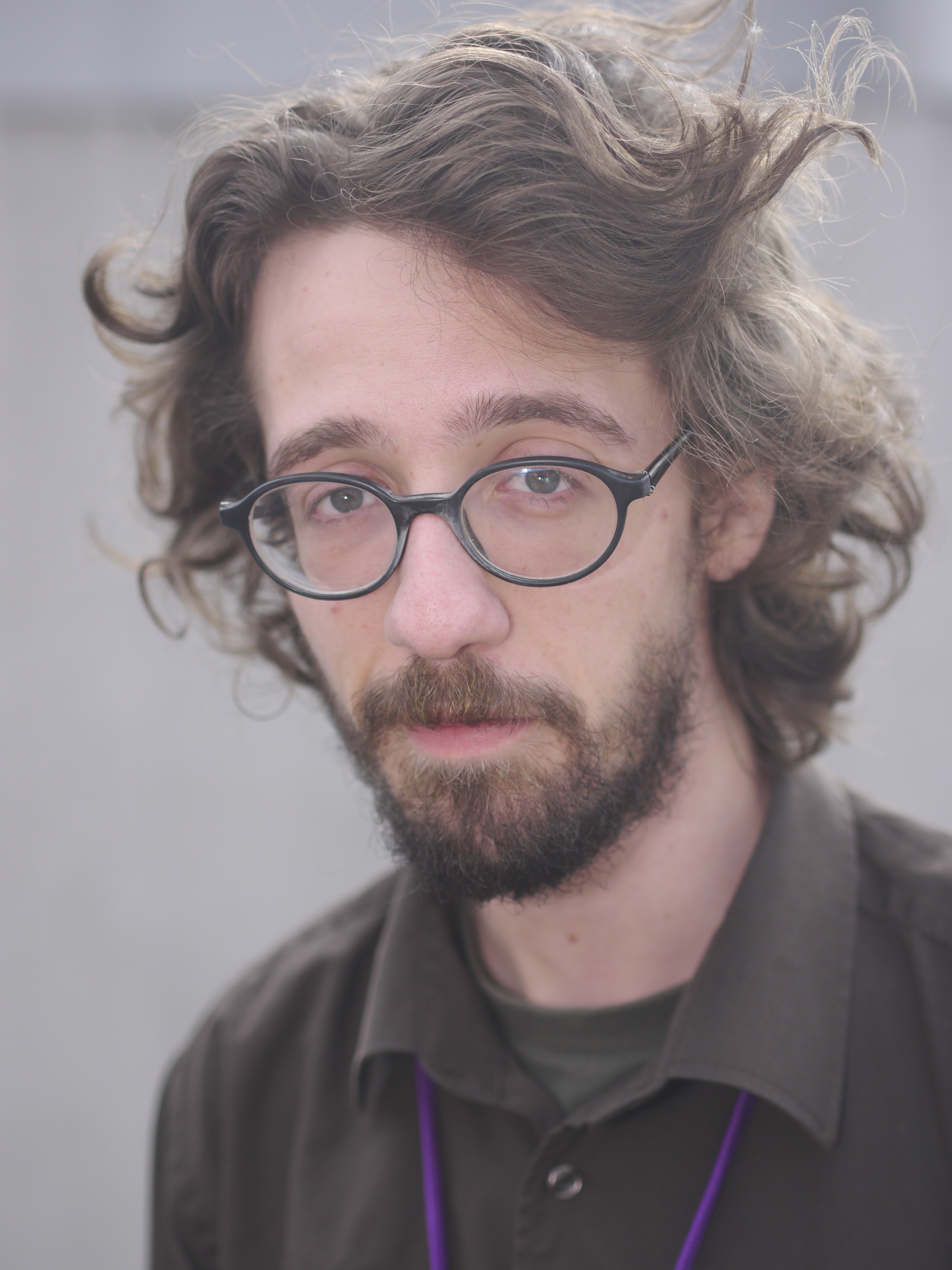
Usul à Japan Party en 2013.

Usul est issu d'une formation des Beaux-Arts qui est interrompue après quelques mois car il ne réussit pas son année,. Par ailleurs, il déclare que : « Quand j’étais aux Beaux-Arts, je n’osais pas aborder le thème vidéoludique pendant les cours. » 
Il enchaîne alors les emplois alimentaires et commence à faire des vidéos en amateur en 2008 sur Dailymotion avec le pseudonyme d'Usulmaster, qui sera plus tard abrégé pour donner l'actuel. Initialement, il fait beaucoup de Let's Play principalement sur d'anciens jeux et acquiert une notoriété au sein d'une petite communauté de passionnés. Par la suite, il développe plusieurs concepts en cherchant une manière plus innovante et aboutie de parler du jeu, c'est ainsi qu'est créé le 3615 Usul en juillet 2011, avec deux essais La Boule de feu et Le Boss qu'il réalise seul. Au même moment, le site Jeuxvideo.com recherche « des gens qui font des contenus originaux et de qualité, pas juste du Let’s Play », ils diffusent déjà Speed Game, réalisé par Ronan Letoqueux et CdV (Yann Chauvière), également fondateurs du Nesblog, un collectif de créateurs autour du jeu vidéo. Sur les conseils de ces derniers, ils repèrent alors Usul, s'intéressent au 3615 et lui demandent de retravailler la forme pour obtenir un rendu plus professionnel. Après un mois de discussions et l'aide de Karim Debbache à la réalisation, le format de l'émission est fixé, le 1er épisode, Les intros, est diffusé le 23 octobre 2011. Elle se poursuit à un rythme hebdomadaire, tous les dimanches à 9 heures du matin. Après quelques épisodes, Usul quitte la région parisienne et rejoint les membres du Nesblog dans une grande colocation près de Rennes en Bretagne, ce qui lui permet d'avoir à sa disposition le matériel et l'expertise de l'équipe. C'est à ce moment qu'il rencontre Dorian Chandelier, avec qui il s'associe dans son travail. NESblog s’agrandissant peu à peu avec l'arrivée de  l'équipe du joueur du Grenier et Nico l'ingé son du collectif, l'équipe décide alors de déménager à Fougères près de Rennes, les émissions s'améliorent techniquement et les vidéastes forment un collectif qui s'aide mutuellement.
Désormais, la production des 3615 se fera sur le même schéma. Après avoir choisi le thème de l'épisode, Usul et Dorian Chandelier commencent par un brainstorming, au cours duquel ils sont parfois aidés par d'autres vidéastes du Nesblog, pour trouver la structure et les idées principales de la future émission. Puis ils effectuent des recherches sur le sujet et écrivent le script définitif, lors de cette étape, qui dure 2 à 3 jours, Dorian Chandelier se focalise sur le fond tandis qu'Usul intervient plutôt sur la forme. Ensuite, le tournage des sketchs et des séquences en plateau prend environ une journée, la réalisation est assurée par Ronan Letoqueux (alias « Realmyop ») puis Dorian Chandelier et Sylvain ; et la prise audio par Nico, ingénieur du son, qui s'occupe également du mixage en postproduction. Lors de cette dernière phase, Dorian Chandelier fait le dérushage et l'étalonnage, puis Usul procède au montage final, et enfin envoie la vidéo à Jeuxvideo.com qui la met en ligne. Celui-ci rémunère les auteurs à l'épisode, leur permettant de vivre de ce travail et de s'y consacrer à plein temps,. L'émission bénéficie d'une relative indépendance ; Frédéric Fau, rédacteur en chef de Jeuxvideo.com lors de la diffusion de celle-ci, affirme avoir subi des pressions de la part d'annonceurs (des éditeurs de jeux pour la plupart) « agacés », entre autres, par la chronique, mais qu'il n'y a jamais cédé. Julien Chièze, cofondateur du site concurrent Gameblog, juge qu'elle a une « totale liberté de ton ». Usul, de son côté, estime cette indépendance comme bonne mais imparfaite.

### Membres de l'équipe et principaux intervenants

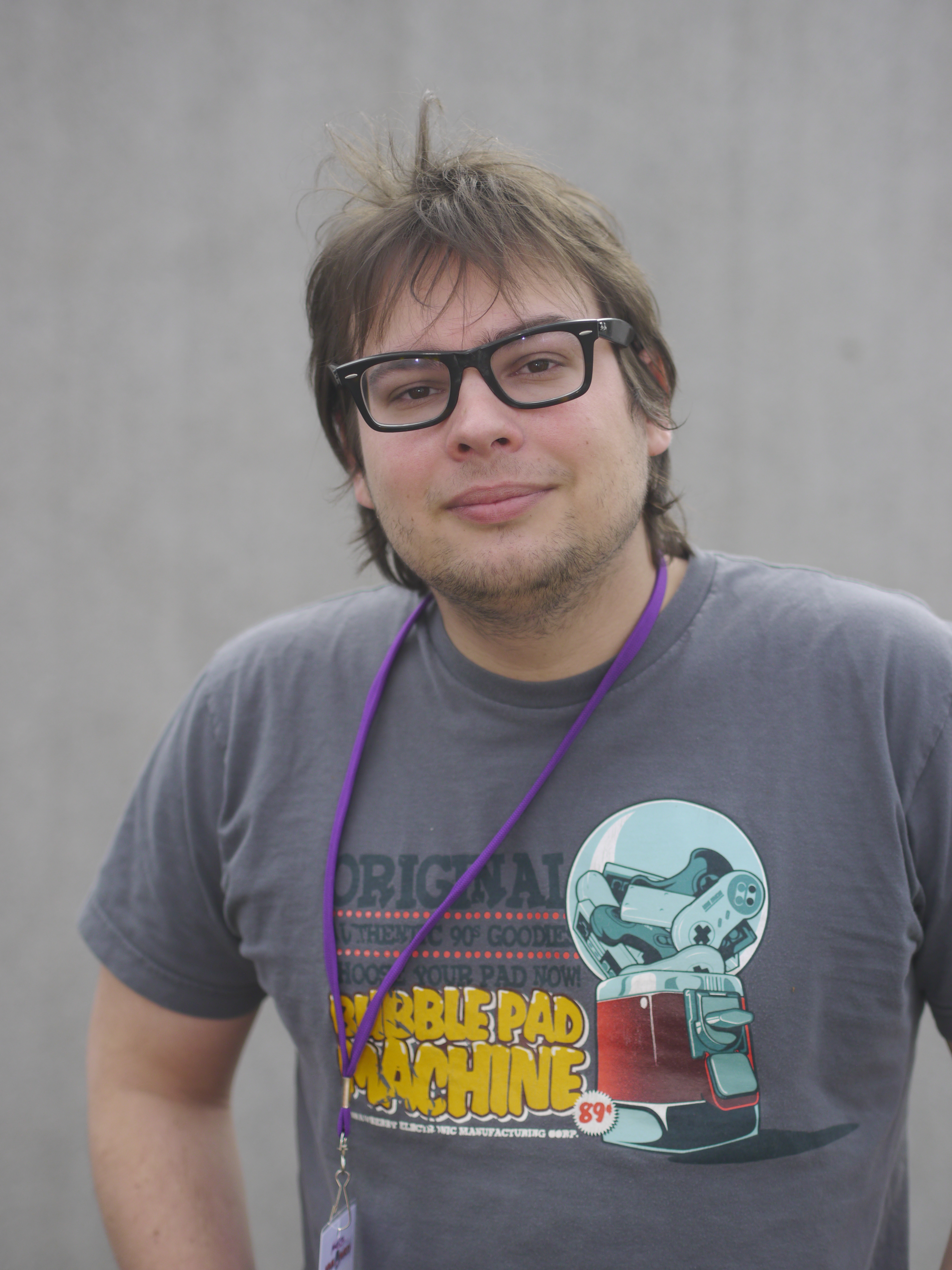
Dorian Chandelier à la Japan Party en 2013.

- Usul (initialement Usulmaster) : vidéaste dont le pseudonyme est issu de la chaîne de vidéos de rétrogaming sur Dailymotion qui l'a fait connaître. Il est le créateur, le coauteur et le monteur de l'émission, il interprète par ailleurs plusieurs rôles dont celui du présentateur principal, sous ce même pseudonyme.
- Karim Debbache : il réalise les premiers 3615 avant que l'émission ne rejoigne la Bretagne, par la suite il joue souvent des rôles de joueurs adolescents, énervés devant l'image d'eux véhiculée par les médias, ou encore un ami « cool » d'Usul. Il est aussi l'auteur de Crossed, une autre émission de Jeuxvideo.com et du Nesblog et participe à l'écriture du Joueur du Grenier.
- Dorian Chandelier : coauteur des textes, il intervient régulièrement dans l’émission et participe à presque tous les sketchs à travers différents personnages. Les hors-séries Merci Dorian qu'il écrit, présente et monte lui sont consacrés.
- Ronan Letoqueux « Realmyop » : cocréateur et coauteur des Speed Game, une autre émission du Nesblog et de Jeuxvideo.com, il est le réalisateur sur la plupart des 3615 Usul et intervient régulièrement pour jouer plusieurs rôles, le sien principalement.
- Nico « 6coups6mouches » : ingénieur son lors des tournages et interprète du mystérieux électricien.
- Yann Chauvière « Cœur de Vandale »[12] : second cocréateur et coauteur des Speed Game, il joue plusieurs rôles occasionnels.
- Fréderic Molas et Sébastien Rassiat : deux autres membres du Nesblog, auteurs du Joueur du grenier, interprètent divers rôles. Sébastien Rassiat en particulier reprend son rôle d'éditeur sans scrupules du JdG.
- Olivier Chirache : acteur jouant quelques rôles au début des 3615 puis présente le "3615 Usul - Les graphismes".
- Sophie Jarmouni : actrice jouant différents rôle féminins, elle est le personnage principal du hors-série Sophie fait des vidéos.
- « Razelle » : interprète d'autres personnages féminins de l'émission.
- Sylvain : stagiaire participant à la réalisation des émissions du Nesblog, il joue quelques rôles, dont le sien.

## Déroulement
Chaque semaine, le 3615 Usul aborde un sujet en rapport avec les jeux vidéo. À l'exception des hors-séries, l’émission se construit toujours sur le même principe, mais qui est très souvent adapté par les auteurs pour les besoins de chaque épisode.
Elle prend essentiellement place dans un décor composé de vieux meubles sur lesquels sont disposés des livres, une lampe à abat-jour, un téléphone à cadran et un Minitel. Sur la tapisserie se trouve, dans un cadre, le portrait dessiné d’une personnalité médiatique contemporaine, changeant ponctuellement (Serge Dassault, Bernard-Henri Lévy, Christophe Barbier, Jacques Attali et Laurent Joffrin).
Un épisode commence par la phrase d’Usul « Aujourd’hui c’est dimanche, comme chaque dimanche… » pour introduire le sujet, suivie du générique constitué d'une animation d'un écran de Minitel. Le présentateur reprend en annonçant « En effet, il y a deux sortes de jeux vidéo, ceux qui… et ceux qui... », puis il développe et illustre son propos lors d'une succession d'interventions face caméra, d'images de jeux ou d'archives commentées en voix off et de sketchs (en plateau ou dans d'autres situations). Lors de cette phase, plusieurs personnages occasionnels ou récurrents interviennent successivement. Enfin, Usul achève sa démonstration par une citation, qui clôture l'épisode, d'une durée de 5 à 10 minutes.

### Personnages récurrents
- Usul : présentateur de l'émission, il porte toujours des lunettes et une chemise et se plaît à fumer une pipe éteinte. Il aime les envolées lyriques, les calembours et les multiprises.
- Dorian ou « Le petit gros » : Dorian Chandelier dans son propre rôle, qui joue ici comme coprésentateur.
- Unul (joué par Usul) : l'alter-ego nul d’Usul. Au contraire d’Usul, il porte des T-shirt, n’a pas de lunettes et ne fume pas la pipe. Il est lent et naïf. Ses interventions s'inspirent des vidéastes populaires sur internet comme Norman.
- Louis-Émile de Réac (joué par Dorian Chandelier) : un homme d'affaires réactionnaire censé représenter l'industrie du jeu vidéo. Misogyne, méprisant les jeunes et les joueurs, il tient des discours cyniques et ne cherche qu'à vendre ses produits quelle que soit leur qualité. Il est souvent représentant d'associations aux acronymes humoristiques comme le « Syndicat des Logiciels Interactifs et Pédagogiques » (SLIP). Sa devise est « Fric = Pognon, Pognon = Fric ».
- Inspecteur Moustache (joué par Usul) et Commissaire Bouboule (joué par Dorian Chandelier) : anciens policiers, le premier est désormais détective privé alors que le second travaille quant à lui à la « Brigade des débats constructifs ».
- Le mystérieux électricien (joué par Nico) : technicien au nom et aux motivations inconnues qui est obsédé par les multiprises en cascade.
- Dave of the Tentacle (joué par Usul) : producteur de jeux indépendants québécois, il parle anglais mais finit irrémédiablement par pleurer et parler en français avec un fort accent québécois. Il s'agit d'une référence au développeur du jeu Fez, Phil Fish. Son nom fait référence à Maniac Mansion: Day of the Tentacle.
- Étienne Lantier (joué par Usul) : développeur de jeux vidéo en pleine révolte, qualifiant les dirigeants de l'univers du jeu vidéo de « salauds ». Il s'agit d'une référence au personnage d'Étienne Lantier de Germinal d'Émile Zola, et plus spécifiquement de son interprétation par Renaud dans le film adapté de cette œuvre en 1993 par Claude Berri.
- Christof Rage (joué par Karim Debbache) : jeune geek, dont le nom est à rapprocher du titre du jeu Streets of Rage, ayant un défaut de prononciation, caricature des joueurs dits « kikoos » que le sérieux d'Usul face à la banalisation de la guerre agace, et qui décide de créer sa propre émission pour manifester son désaccord dans le 3615 sur la guerre. Il essaye d'avoir la classe et de se donner un air rebelle.
- Sylvain (par Sylvain) : il est le larbin maltraité de l'équipe. Parlant peu, il représente une caricature de jeune.

### Liste des épisodes
Durant l'intersaison, l'équipe de l'émission diffuse un documentaire en quatre parties, le Tournoi des Légendes, consacré à un tournoi de Super Street Fighter II Turbo se déroulant à Las Vegas. À partir du 20 janvier 2013, l'émission n'est diffusée qu'une fois toutes les deux semaines en alternance avec des hors-séries : Merci Dorian, Super 3615 Turbo et Sophie fait des vidéos, avant de reprendre un rythme hebdomadaire le 28 avril 2013.

## Philosophie
La forme de l'émission est particulière. Elle est d'une part très accessible, par son format court et humoristique, par la légèreté de son fonctionnement et par l'utilisation fréquente de références culturelles très diverses, notamment au travers de parodies et de chansons, dont beaucoup sont extérieures au monde vidéo-ludique (cinéma, séries, musique, littérature, etc.). Mais d'autre part elle se distingue nettement des autres productions de ce type par son atmosphère intellectualiste et surannée caractérisée dans nombre de ses aspects. D'abord dans le décor principal lui-même, dont le mobilier et les accessoires reflètent cette apparence, notamment le minitel qu'on retrouve également dans l'identité graphique. Ensuite avec le présentateur, portant des lunettes, une chemise, la barbe et une pipe à la main, c'est l'archétype du vieux professeur. Celui-ci emploie un langage soutenu, sophistiqué voire ampoulé, pratique l'emphase et, de fait, induit une forme d'autorité. De cette manière, Usul se différencie nettement des autres vidéastes du net, qui jouent plutôt la similarité avec leur public.
Le fond, quant à lui, n'est pas négligé, les épisodes touchent un large spectre de sujets, les jeux vidéo en eux-mêmes bien sûr mais aussi des thèmes socio-économiques ou d'actualité abordés sous l'angle vidéo-ludique. Ils sont développés à travers une analyse complète ne s'interdisant pas pour autant des points de vue subjectifs souvent acerbes et provocateurs. Dans ce processus, les auteurs cherchent à décloisonner leur objet d'étude en l'évaluant et le décrivant à l'aune des autres arts, des autres médias et des autres générations (non joueuses), jusqu'aux sciences humaines. En effet, ils estiment néfaste le repli sur soi de la communauté des joueurs et mêlent fréquemment culture classique et culture populaire dans leurs raisonnements. Par ailleurs, le 3615 critique régulièrement l'industrie du jeu vidéo, et plus particulièrement ses éditeurs, dont les choix sont motivés par la recherche du profit. Il s'attaque aussi aux journalistes et médias spécialisés, pour leur trop grande collusion avec les précédents. Et enfin aux médias généralistes ainsi qu'aux institutions civiles et personnalités publiques qui entretiennent une image biaisée et diffamante du jeu et des joueurs. C'est par ailleurs à ces derniers, les joueurs, que l'émission s'adresse principalement, pour les sensibiliser à leurs responsabilités, vis-à-vis des joueuses par exemple lors des débats sur le sexisme dans les jeux vidéo, mais aussi à leur rôle en tant que consommateurs de produits et d'information, ainsi qu'Usul l'explicite : « J’incite le public à la vigilance : qu’est-ce qu’on me vend ? De quoi on me parle ? Quel est l’intérêt du YouTubeur à me seriner avec ce jeu-là tout au long de 10 vidéos ? J’incite les YouTubeurs qui pensent qu’Internet peut être un espace d’indépendance à lutter, à ne pas se vendre à la première occasion [...] »,,,.

## Influence et fin du3615 Usul
Le 3615 Usul a inspiré directement ou indirectement la création de plusieurs autres émissions de Jeuxvideo.com. Karim Debbache, qui a aidé à la réalisation des premiers épisodes et intervenant occasionnel, crée sa propre émission, Crossed, une critique de films dont le jeu vidéo est l'objet principal. Fin 2012, Usul organise un concours invitant son public à tourner leur propre version du 3615, le vainqueur et le second, Maxime Robinet et Edward, lancent alors également leur propre chronique, respectivement Le Fond de l'Affaire et L'histoire du jeu vidéo. Lorsqu'en janvier 2014 Usul décide d'arrêter la production de l'émission pour « raisons personnelles », son hors-série Merci Dorian devient un spin-off autonome bi-hebdomadaire, présenté par Dorian Chandelier et terminé le 3 janvier 2016. Par ailleurs, le Nesblog reprend le concept d'un autre hors-série, Super 3615 Turbo, pour créer Le défi du challenge, une émission où s'affrontent deux joueurs, des membres ou proches du collectif, sur un certain nombre de jeux.
Usul, quant à lui, continue de réaliser des vidéos sur ses chaînes YouTube et Dailymotion, où il introduit notamment un format plus politique et militant ; Mes Chers Contemporains, financé participativement. Il est aussi intervenu occasionnellement dans la chronique Looking for Games présentée par Krayn et Frédéric Molas, traitant des jeux en ligne et plus particulièrement des MMO. Par la suite, il commence à travailler en collaboration avec Mediapart à l'occasion de la campagne présidentielle de 2017, d'abord avec une chronique L'Air de la campagne, puis, après l'élection et une interruption de quelques mois, avec l'émission Ouvrez les guillemets, qui reprend le style et le ton des 3615 Usul.